# Frank Christian (Jazzmusiker)
Frank Joseph Christian (* 3. September 1887 in New Orleans; † 27. November 1973 ebenda) war ein US-amerikanischer Jazz-Kornettist.

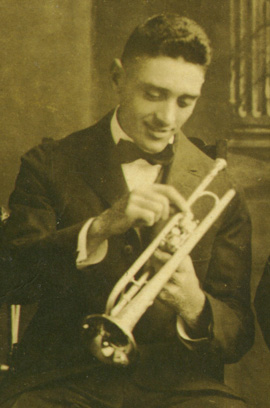
Frank Christian

Frank Christians Brüder Emile Christian und Charles Christian (1886–1964) waren ebenfalls Musiker. In seiner Jugend spielte er viele Instrumente (Trompete, Klarinette, Geige, Tuba); ab 1908 arbeitete er bei Papa Jack Laine. Er spielte auch in der Band von Tom Brown, Johnny Fischer und in einer eigenen Band. 1916 war er eigentlich erste Wahl, um mit Johnny Stein nach Chicago zu gehen, woraus die Original Dixieland Jass Band entstand, die 1917 die ersten Jazzaufnahmen machte. Er probte auch mit der Band, zog es dann aber vor, in New Orleans zu bleiben, wo er viel beschäftigt war. Stattdessen war Nick LaRocca in der ersten Formation der ODJB. 
Nach dem Erfolg der ODJB und anderer Bands aus New Orleans im Norden ging er auch nach Chicago, wo er bei Johnny Fischer und Anton Lada spielte, und danach nach New York, wo er mit einer New Orleans-Band im Club The Alamo spielte. Ein Angebot von Nick LaRocca – der dadurch Konkurrenz loswerden wollte – für 200 Dollar nach New Orleans zurückzukehren lehnte er ab und gründete stattdessen die Original New Orleans Jazz Band, mit der er 1918/19 aufnahm. Die Leitung der Band gab er 1920 an Jimmy Durante ab. Nach dem Ende der Band spielte er im Vaudeville mit Gilda Gray und in Theaterbands und Tanzbands. Später kehrte er nach New Orleans zurück.

## Lexikalischer Eintrag
- John Chilton: Who´s who of Jazz, Da Capo 1985